# 理查·艾伯哈特
理查·戈姆利·艾伯哈特（Richard Ghormley Eberhart，1904年4月5日—2005年6月9日）是美國詩人，著有十幾本詩集和劇本，包括《詩選，1930-1965》及《漫漫長程》（The Long Reach）、《存在的變遷》（Shifts of Being）。
他曾獲得普利茲獎。